# BATNA
BATNA („Best Alternative To a Negotiated Agreement“) ist ein im Bereich der Verhandlungsstrategie vorkommendes Akronym und steht für die beste Alternativoption, falls es bei einer Verhandlung nicht zu einer Einigung kommt.
Der Begriff wurde 1981 von Roger Fisher und William Ury in der Veröffentlichung Getting to yes: negotiating agreement without giving in (deutscher Titel: Das Harvard Konzept) geprägt. Dabei ist das Ermitteln der besten Alternative ein zentraler Punkt in der Verhandlungsvorbereitung und ein wesentlicher Faktor für erfolgreiche Verhandlungen mithilfe des Harvard-Konzepts. Das Ziel ist, seine echten, realistischen Alternativen zu kennen. Durch das Ausarbeiten solcher Alternativen als Vorbereitung zu einer Verhandlung wird der allgemeine Kenntnisstand der Thematik verbessert. Das Vorhandensein einer Alternative und insbesondere einer starken, realistischen Alternative stärkt die eigene Verhandlungsposition ungemein.
Verhandelt man beispielsweise über den Preis eines gebrauchten Autos, ist es sinnvoll, ein oder mehrere Alternativangebote zu kennen (was kosten vergleichbare, verfügbare Autos bei anderen Anbietern). Somit kann man bereits während der Verhandlung signalisieren: Kommt man zu keiner Einigung in der Verhandlung, kann man auf eine (bestenfalls bereits verhandelte) Alternative zurückgreifen. Wobei im Allgemeinen abgeraten wird, das oder die BATNAs dem Verhandlungspartner bekannt zu geben.
BATNA stellt den (flexiblen) Orientierungspunkt dar, den der Verhandlungspartner als Grenzwert dafür festlegt, ob ein Verhandlungsausstieg günstiger erscheint als ein Verhandlungsabschluss. Hierbei ist BATNA nicht als Ersatz für, sondern als Ergänzung zu einem Minimal- und Maximalziel zu sehen. Die wichtige Frage der bestehenden Alternativen im Fall des Scheiterns der Verhandlung ist im Vorfeld geklärt. Durch die Kenntnis der Alternative schützt man sich in der Verhandlung davor, durch Verhandlungsdynamiken (z. B. Deal Fever) in eine Situation zu geraten, in der ein Abschluss einen geringeren Wert hätte als das BATNA.
In engem Zusammenhang mit BATNA steht ZOPA („Zone of Possible Agreement“) und bezeichnet die Überlappung der Bereiche, in denen die Verhandlungspartner Möglichkeiten für einen Abschluss sehen.